# Nano-Food
Als Nano-Food (altgr. νᾶνος nános „Zwerg“ und engl. food „Essen“) werden  populärwissenschaftlich alle künstlich erzeugten oder veränderten Nahrungsmittel bezeichnet, denen mittels Nanotechnologie über Nanopartikel bestimmte Eigenschaften zugewiesen werden.
Der Umfang der möglichen Eigenschaften reicht von bestimmten Geschmacksrichtungen, Farben oder Konsistenzen (Beispiel: Erhitzen ändert die Farbe oder die Festigkeit) über die Verdauung (Verstärkung des Functional-Food-Effekts), der Zuweisung bestimmter Verhaltensformen (geringere Aufnahme von Fett in Pommes frites, oder Schokolade verläuft beispielsweise nicht mehr bei Hitze in der Verpackung) bis zur Erzeugung völlig neuer Lebensmittelformen.
Zahlreiche Lebensmittelunternehmen erforschen den Einsatz von Nanotechnologie in Lebensmitteln; darunter beispielsweise Mondelēz International, Unilever, Nestlé und Cargill. Derzeit (Stand März 2007) sind weltweit ca. 150 verschiedene Nano-Food-Lebensmittel im Handel, in Deutschland nach offiziellen Angaben bislang noch keine. Eine Kennzeichnungspflicht in Lebensmitteln besteht für alle Mitgliedsstaaten der Europäischen Union seit Dezember 2014.
Nachdem bislang noch keinerlei Erkenntnisse über Unverträglichkeiten und gesundheitliche Risiken bestehen, Nano-Food bislang auch nicht nachgewiesen werden kann, aber Bedenken nicht von der Hand zu weisen sind (beispielsweise ist die Überwindung der Blut-Hirn-Schranke durch die kleinen Partikel vorstellbar), ist mit Ablehnung durch die Verbraucher oder der Forderung nach einer Kennzeichnungspflicht zu rechnen (siehe hierzu „Mögliche Risiken“ im Artikel Nanoteilchen).

## Beispiele für den Einsatz von Nano-food
Nano-Beta-Carotin wird in Getränken eingesetzt, um Farbeigenschaften zu beeinflussen und Beta-Carotin zu lösen, da es wasserunlöslich ist. Dabei wird es in Micellen in das Getränk eingebracht.
Außerdem werden UV-absorbierende Nanopartikel in Verpackungsmaterialien eingearbeitet, damit das zu verpackende Produkt lichtbeständiger bzw. lichtunempfindlicher wird.
Nanopartikel können z. B. auch als Verdickungsmittel in Tomatenketchup oder als Rieselhilfe für pulverförmige Lebensmittel wie etwa Würzmischungen eingesetzt werden.